# 城陽市立久津川小学校
城陽市立久津川小学校（じょうようしりつ くつかわしょうがっこう）は、京都府城陽市平川指月にある公立小学校。久津川村発足に伴い1889年に開校。現在（2020年7月時点）城陽市に存在する小学校の中で、城陽市立寺田小学校、城陽市立富野小学校に次いで3番目に古い小学校である。

## 概要
城陽市北部を校区とする小学校である。1889年4月、久世村・平川村・上津屋村の合併による久津川村発足に伴い、浄円寺（城陽市平川指月）の境内で開校した久津川尋常小学校が源流である。久世・平川及び上津屋の児童が、既存の寺田小学校及び上津屋小学校から分離して本校へ通うこととなった。当時の児童数は70余名だった。同年10月24日、寺田小学校の校舎の一部を移築して、浄円寺の仮校舎から新校舎に移転した。当時は久津川村発足から日が浅く、旧村ごとの風習の違いから、小学校建設地の決定には時間がかかった。
1959年10月に行われた創立70周年記念式典にて、グランドピアノ、テレビ、ブランコが購入された。また、作詩：龍村孟雄、作曲：伊吹新一の校歌が制定された。
1965年5月、これまでは木造校舎だったが、新たに鉄筋三階建の西校舎が竣工された。1972年3月には同じく鉄筋三階建の北校舎が竣工された。1973年3月、児童数の急増に伴いプレハブの4教室を建設したが、翌年4月、城陽市立古川小学校の開校とともに撤去された。
2000年1月、1997年から行う子供たちへの普及活動の一環として、京都サンガF.C.によるサッカーの授業が行われた。
校歌の歌詞に「七つの塚のいにしえを　埴輪にしのぶわが里や」とあるように、周辺に久津川古墳群が存在する。

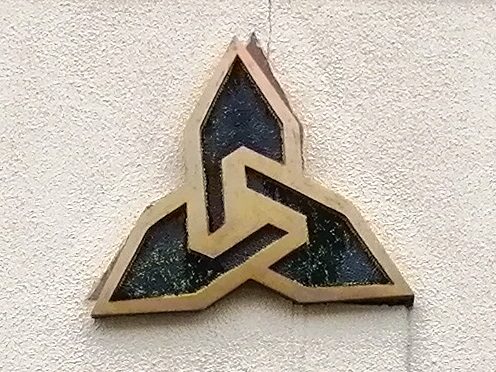
城陽市立久津川小学校の校章

## 沿革
- 1877年（明治10年）12月 - 教育令により、久世・平川・上津屋・寺田の連合小学校を寺田村で開校
- 1886年（明治19年）4月 - 小学校令により、尋常科4年、高等科4年とする。久世郡全町村組合立高等小学校を大久保村に開校
- 1889年（明治22年）4月 - 久津川村発足（久世村・平川村・上津屋村の合併）に伴い、浄円寺の境内に久津川尋常小学校開校
- 1889年（明治22年）10月24日 - 浄円寺の仮校舎から新校舎に移転。この日を創立記念日とする
- 1897年（明治30年）10月 - 久津川村青年有志者により、講師（龍村績雄）宅にて夜学を開設
- 1899年（明治32年）10月 - 久津川村青年会の事業として、久世・平川は久津川小学校にて、上津屋は民家にて夜学校を開設
- 1903年（明治36年）10月 - 附設農業補習学校が開校
- 1904年（明治37年）3月 - 組合立大久保高等小学校を解散
- 1904年（明治37年）4月 - 久津川・大久保・小倉組合立高等小学校を大久保に設置
- 1907年（明治40年）3月 - 小学校令改正により、義務教育6年・高等科2年となる
- 1910年（明治43年）4月 - 久津川尋常小学校に高等科を併設により、久津川尋常高等小学校へ改称。農業科設置
- 1915年（大正4年）4月 - 尋常科に手工科を設置
- 1926年（大正15年）1月 - 青年訓練所併設
- 1934年（昭和9年）9月 - 室戸台風により、校舎と講堂が全壊
- 1941年（昭和16年）4月 - 国民学校令により、久津川国民学校へ改称
- 1943年（昭和18年）3月 - 久津川村実業青年学校廃止
- 1943年（昭和18年）4月 - 組合立南部青年学校統合開校
- 1947年（昭和22年）4月 - 学制改革により、久津川村立久津川小学校へ改称
- 1948年（昭和23年）3月 - 組合立南部青年学校廃止
- 1951年（昭和26年）4月 - 城陽町成立に伴い城陽町立久津川小学校へ改称
- 1955年（昭和30年）4月 - 木造2階建て本館竣工
- 1959年（昭和34年）10月 - 創立70周年記念式典にて、校歌制定
- 1964年（昭和39年）4月 - ミルク給食開始
- 1965年（昭和40年）5月 - 西校舎（鉄筋コンクリート3階建て）竣工
- 1967年（昭和42年）6月 - 完全給食開始
- 1969年（昭和44年）4月 - 城陽町立久世小学校が校舎を暫定使用
- 1969年（昭和44年）9月 - 久世小学校を新校舎（現在地）に移転
- 1970年（昭和45年）8月 - プール竣工
- 1972年（昭和47年）3月 - 北校舎（鉄筋コンクリート3階建て）竣工
- 1972年（昭和47年）5月 - 市制施行に伴い城陽市立久津川小学校へ改称
- 1973年（昭和48年）3月 - プレハブ校舎（4教室）新設
- 1974年（昭和49年）4月 - 城陽市立古川小学校分離（プレハブ校舎撤去）
- 1976年（昭和51年）3月 - グラウンド拡張
- 1979年（昭和54年）4月 - 米飯給食開始
- 1980年（昭和55年）3月 - 南校舎（鉄筋コンクリート3階建て）竣工、グラウンドを拡張
- 1980年（昭和55年）9月 - 体育館完成
- 1987年（昭和62年）9月 - 北・西校舎の大規模改修工事完了
- 1998年（平成10年）4月 - 焼却炉廃止に伴いシュレッダー設置
- 1999年（平成11年）3月 - インターネット環境を整備
- 1999年（平成11年）8月 - 特別教室にエアコンを設置
- 2002年（平成14年）3月 - ADSL、防犯システムを設置
- 2002年（平成14年）8月 - コンピューター教室設置
- 2004年（平成16年）3月 - 普通教室に緊急通報システムを設置
- 2006年（平成18年）2月 - プール改修工事完了
- 2006年（平成18年）12月 - 耐震診断調査を実施
- 2008年（平成20年）4月 - AED（自動体外式除細動器）を配置
- 2008年（平成20年）8月 - シャワー設備工事が完成
- 2017年（平成29年）5月 - エアコン設置工事が竣工
- 2018年（平成30年）3月 - トイレ改修工事が完了
- 2019年（令和元年）9月 - 無線LAN環境整備が完了

## 主な進学先
- 城陽市立北城陽中学校

## 周辺施設
- 近鉄京都線 久津川駅
- 京都府警察 城陽警察署久津川交番
- 安養寺
- 平井神社

## 交通
- 近鉄京都線 久津川駅下車 西へすぐ

## 通学区域が隣接している学校
- 城陽市立古川小学校
- 城陽市立寺田西小学校
- 城陽市立寺田小学校
- 城陽市立久世小学校
- 宇治市立大久保小学校
- 宇治市立西大久保小学校